# Ori-ska
Ori-ska（オリスカ）とは、日本のスカバンドである。2006年に結成、現在東京を拠点に活動している。（公式サイトBIOGRAPHY参考）

## 概要
Ori-ska（オリスカ）は、”大所帯ホーン隊”＆”ツインボーカル”をコンセプトとしたスカバンド。キャッチーで明るい楽曲が多い。2006年に結成、現在東京を拠点に活動している。
テレビ番組『Tokyo Boy』（2009年 東京MX）、『Cherr Up！』（2009年 EXエンタテイメント）、ラジオ番組『オールナイトニッポン』（2008年 ニッポン放送）、『J-WAVE 81.3FM』（2009年）、『すまいるエフエム』（2009年）などに出演。『あさねた.FEVER!』では「Rush Out!」がエンディング曲に起用された。（公式サイトBIOGRAPHY参考）
楽曲提供も行っており、2014年12月にNゼロが発売したシングル「だからDon't say it!」のカップリング曲である「snow christmas」はOri-skaが提供した曲である。
尚、同シングル「Don't say it!」は2014年12月30日付のオリコンデイリーチャートで1位を獲得している。

## メンバー
第1期
- ゆかり　ボーカル：静岡出身
- Takuro（タクロウ 7月30日 - ）（リーダー）　アルトサックス：福岡県出身。血液型はＡ型。一発ギャグを多数所持している。
- Takahiro（タカヒロ）　テナーサックス：埼玉出身
- かっちゃん　ギター：茨城県出身。血液型はＡ型。
- Minoru（ミノル 9月10日 - ）　ドラム：埼玉県出身。血液型はＢ型。忘れ物の常習犯。iPodは既に3台なくしている。

第2期
- あつこ　ボーカル
- ケンタロウ　トランペット：埼玉県出身。血液型はＢ型。
- こうすけ　トランペット：神奈川県出身
- チカ　トロンボーン
- なあこ　トロンボーン
- あさみ　ソプラノサックス：大阪府出身。セクシー担当。
- あや アルトサックス：東京都出身。血液型はO型。
- きな　テナーサックス：千葉出身。
- Yuto（ユウト）　ベース：千葉県出身。血液型はＡ型。

第3期
- nanae　ボーカル
- ようすけ　トランペット
- はるな　トランペット
- きんじ　トランペット　ギター
- まゆこ　トランペット
- さわちゃん　トロンボーン
- suzy アルトサックス　キーボード
- 太郎　テナーサックス
- こんちゃん　テナーサックス
- 雪。　テナーサックス

　　（公式サイトBIOGRAPHY参考）

## エピソード
- Ori-skaは2006年結成。バンド名の由来は、original ska music club（オリジナル曲、スカ曲、音楽、クラブ活動のような）からきている。
- バンド結成は、リーダーのTakuro（タクロウ/A.Sax）が映画『スウィングガールズ』をみたところ、急に楽器がやりたくなったことがきっかけだとされている。
- 作曲は Takuro（タクロウ/A.Sax）、編曲は Minoru（ミノル/Dr.）が担当。神が降りてこない限り編曲作業は進まないらしい。
- Ori-ska出身でメジャーデビューしたメンバーもいる。
- Minoru（ミノル/Dr.）はうんちく好きで、ライブでは、MCでうんちくを語るのが恒例になっている。評判もよい。（Ori-skaブログ参考）

## ディスコグラフィー

### アルバム
- the sky the limit's（2008年12月5日・XLRQ-0730）
  1. Rush Out!
  2. Imagenation
  3. dandelion
  4. Catch Lucky！

- happy! happy!（2011年5月15日・XLRQ-0117）
  1. ONE PIECE
  2. sakura
  3. dandelion
  4. Tender Wind
  5. Catch Lucky！
  6. Imagenation
  7. Rush Out!
  8. windy blue